# PN G75.5+1.7

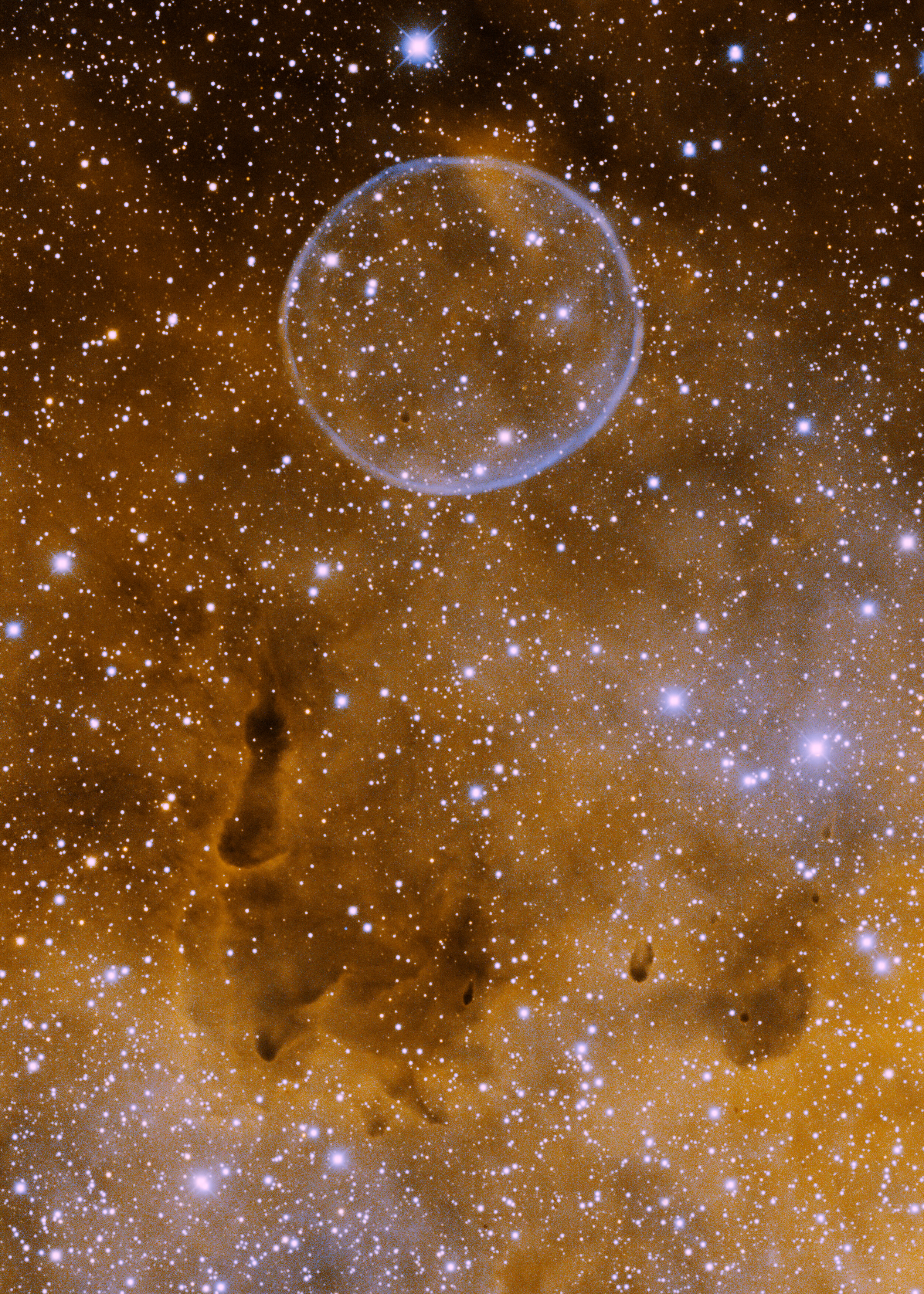
Nebulosa Bolha de Sabão / PN G75.5+1.7￼

PN G75.5+1.7, mais conhecida como Nebulosa Bolha de Sabão, é uma nebulosa planetária na constelação de Cygnus, descoberta em julho de 2008. Possui esse nome por sua forma simétrica e esférica, muito semelhante a uma Bolha de sabão. 